# 風を抜け!
『風を抜け!』（かぜをぬけ）は、村上もとかの漫画である。1986年から1988年まで『週刊少年サンデー』（小学館）に連載された。
その後、『月刊ダートスポーツ』にて復刻連載された。
1988年にOVA化されている。

## あらすじ
幼い頃からモトクロスを愛し続けた17歳のケイの物語である。
スーパークロス直前に、アニキ（風祭和人）がレース中に転倒し、上から降ってきたバイクの下敷きになり死亡した。そんな中、レースで数々の実績を残し、スーパークロスへの出場権にやっと辿り着いた。しかし、がむしゃらに努力を重ねてきたケイの体は限界に達し、脊椎を損傷してしまう。
世界最速選手達に立ち向かう、17歳のジャパニーズ一文字慧は世界一の座を掴むことができるのか。